# Kitaōji-dōri
Pour les articles homonymes, voir Kitaōji (homonymie).
Le Kitaōji-dōri (北大路通, Kitaōji-dōri) est une importante voie du nord et du nord-est de Kyoto, dans les arrondissements de Kita et Sakyō. Orientée est-ouest, elle commence au Shirakawa-dōri (ja) et termine au Nishiōji-dōri (ja). On y trouve la station du métro de Kyoto Kitaōji, et le Daitoku-ji, entre autres.
La rue partage brièvement le tracé de la route nationale 367 (en), entre Kawabata-dōri (ja) et Karasuma-dōri (en).

## Description

### Situation

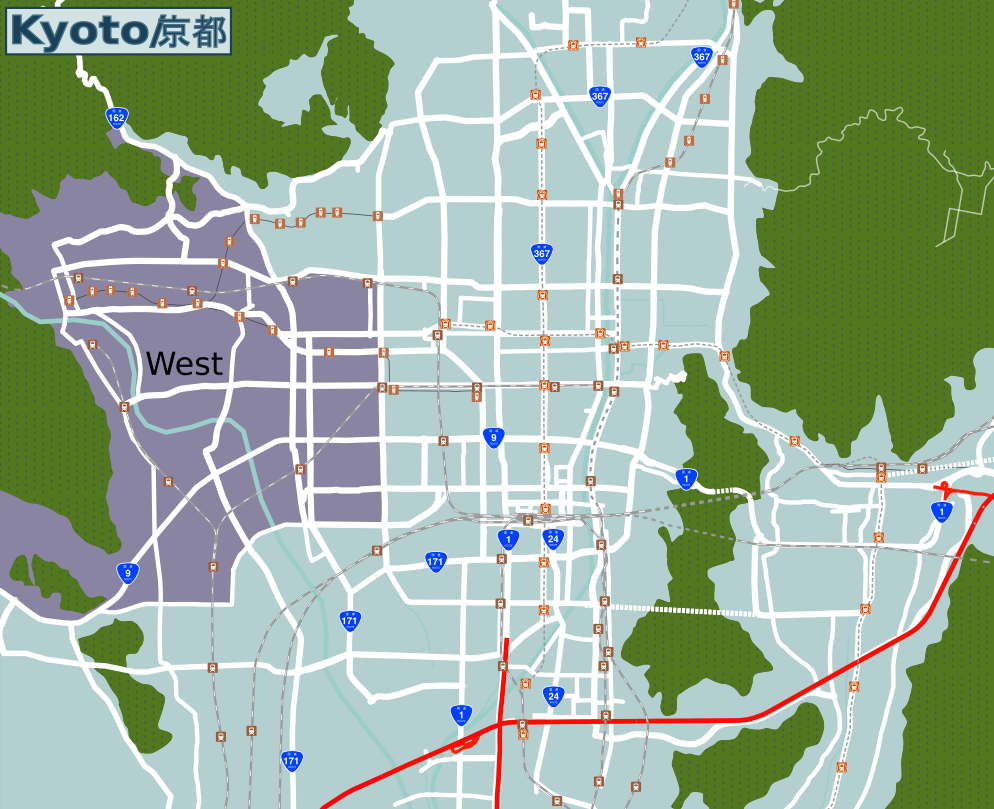
Carte de Kyoto, avec Kitaōji marqué par le symbole « 367 ».

Le Kitaōji-dōri est une rue situé au sud de l'arrondissement de Kita et du nord de la partie urbaine de celui de Sakyō. La rue commence au Shirakawa-dōri (ja) (白川通) à l'est, limite est du continuum urbain de Kyoto, et termine au Nishiōji-dōri (ja) (西大路通), une importante voie nord-sud de l'ouest de la ville,.
La circulation se fait dans les deux sens, avec une largeur normale de quatre voies, cinq si l'on compte les tourne-à-droite aux carrefours. La rue fait environ 5 500 mètres de long,.

### Voies rencontrées
Liste des voies rencontrées,. Les voies rencontrées de la droite sont mentionnées par (d), tandis que celles rencontrées de la gauche, par (g). Seules les rues portant un nom sont listées.
1. Shirakawa-dōri (ja) (白川通)
2. Shirakawasosui-dōri (白川疎水通) / Kitashirakawasosui-dōri (北白川疎水通)
3. Takahara-dōri (ja) (高原通)
4. Higashiōji-dōri (ja) (東大路通)
5. Ōhara-dōri (大原通) [aussi appelée Ōhara-michi (大原道)]
6. Kawabata-dōri (ja) (川端通)
7. Shimogamohigashi-dōri (下鴨東通)
8. Matsugasaki-dōri (ja) (松ヶ崎通)
9. Shimogamohon-dōri (下鴨本通)
10. Shimogamonaka-dōri (下鴨中通)
11. Shirakawasosui-dōri (白川疎水通) / Kitashirakawasosui-dōri (北白川疎水通)
12. Shimogamonishi-dōri (下鴨西通)
13. Kamo-kaidō (加茂街道)
14. Higashikamifusa-dori (東上総通)
15. Karasuma-dōri (en) (烏丸通)
16. Kamifusa-dōri (上総通)
17. Muromachi-dōri (ja) (室町通)
18. Koromonotana-dōri (衣棚通)
19. Shinmachi-dōri (ja) (新町通)
20. (d) Wakana-dōri (若菜通)
21. (g) Wakanaminami-dōri (若菜南通)[1]
22. Aburanokōji-dōri (ja) (油小路通)
23. (g) Goshodenkami-dōri (御所田上通)
24. Horikawa-dōri (ja) (堀川通)
25. Inokuma-dōri (ja) (猪熊通)
26. Ōmiya-dōri (en) (大宮通)
27. Daitokuji-dōri (大徳寺通)
28. (g) Chiekōin-dōri (智恵光院通)
29. Funaokahigashi-dōri (船岡東通)
30. Imamiyamonzen-dōri (今宮門前通)
31. (g) Funaokakita-dōri (船岡北通)
32. Funaokanishi-dōri (船岡西通)
33. Senbon-dōri (ja) (千本通)
34. Onmae-dōri (ja) (御前通)
35. (d) Hirano-dōri (平野通)
36. Nishiōji-dōri (ja) (西大路通)

### Transports en commun

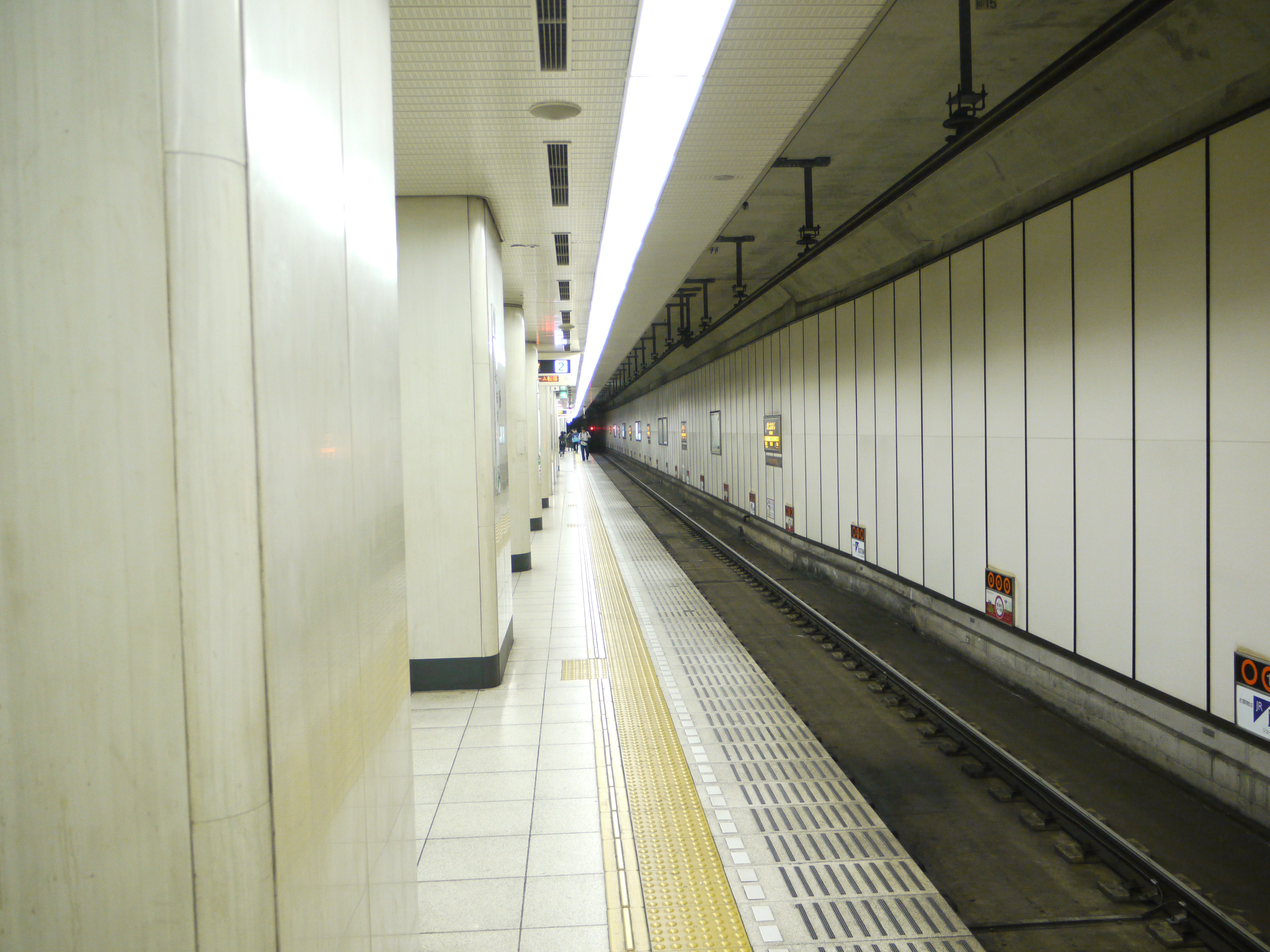
Quais de la station de métro.

Les bus du réseau d'autobus de Kyoto (ja) passent sur la rue sur toute sa longueur dû à son importance. On note notamment la ligne 204,.
La rue a notamment été créée pour faire passer les trains de la ligne Kitaōji de l'ancien tramway de Kyoto (de), qui a arrêté ses services en 1978.
Le métro de Kyoto dessert la rue, à la station Kitaōji, sur la ligne Karasuma,.

## Odonymie
Le nom « Kitaōji » (北大路) signifie « avenue/grande rue du Nord » et fait référence à sa position au nord de la ville. Elle a été nommée similairement à Nishiōji-dōri, importante voie de l'ouest, et Higashiōji-dōri, importante voie de l'est. Il n'existe cependant pas de « Minamiōji » (南大路), ou « grande rue du Sud ».

## Histoire
Kitaōji-dōri est une voie très récente de Kyoto, étant apparue en 1935, conformément aux trois grands projets de Kyoto (ja) de Saigō Kikujirō (西郷 菊次郎, 1861-1928), deuxième maire de Kyoto, entre 1904 et 1911, particulièrement le projet de développement des rues et de l'introduction du tramway de Kyoto. La rue est élaborée entre la fin de l'ère Taishō (1912-1926) et le début de l'ère Shōwa (1926-1989),. De nombreuses expropriations et cession volontaires ont lieu pour créer la rue, majoritairement de propriétaires fonciers agricoles de l'ancien village d'Ōmiya (大宮村), plus tard fusionné à Kyoto. La section à l'est de Takahara-dōri jusqu'à Shirakawa-dōri a cependant été inaugurée après 1953.
Une rue située au même niveau, entre Daitokuji-dōri et l'actuelle Senbon-dōri existait depuis l'époque d'Edo (1603-1868) et qui apparaît notamment dans le Miyako (ja) Meisho zue (都名所図会) de 1780.
Elle est l'une des rues les plus importantes du nord de la ville, mais plus récemment le Kitayama-dōri (北山通) au nord a aussi pris de l'importance.

## Patrimoine et lieux d'intérêt
On y trouve de nombreux lieux importants, dû à sa longueur et sa localisation centrale dans la ville. La rue marque aussi la limite nord du Nishijin (西陣), le secteur textile de la ville, connu notamment pour sa technique Nishijin-ori (en) (西陣織).

Lieux d'intérêts (section Shirakawa-Kawabata)
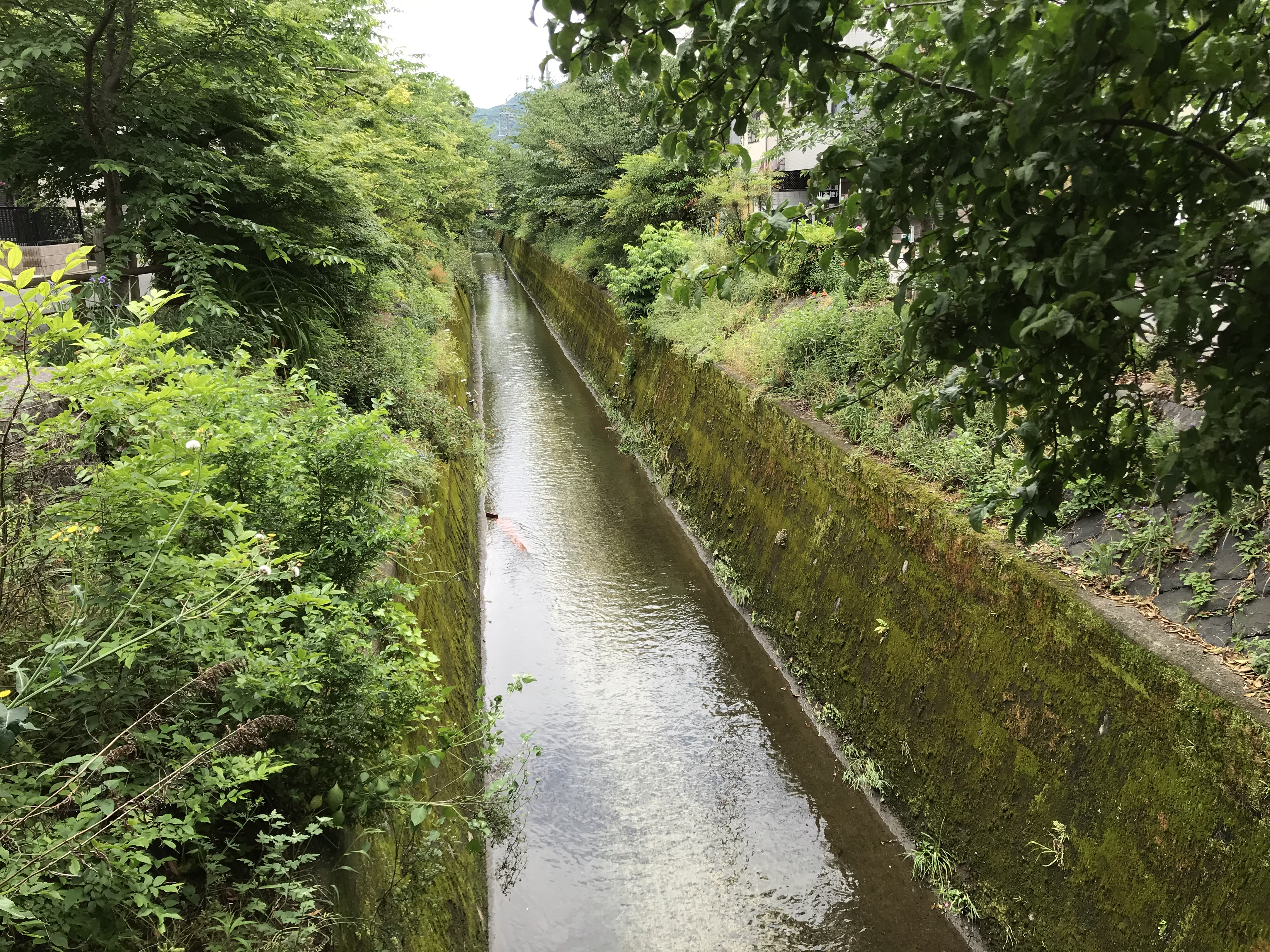
Canal du lac Biwa avant la rivière Takano
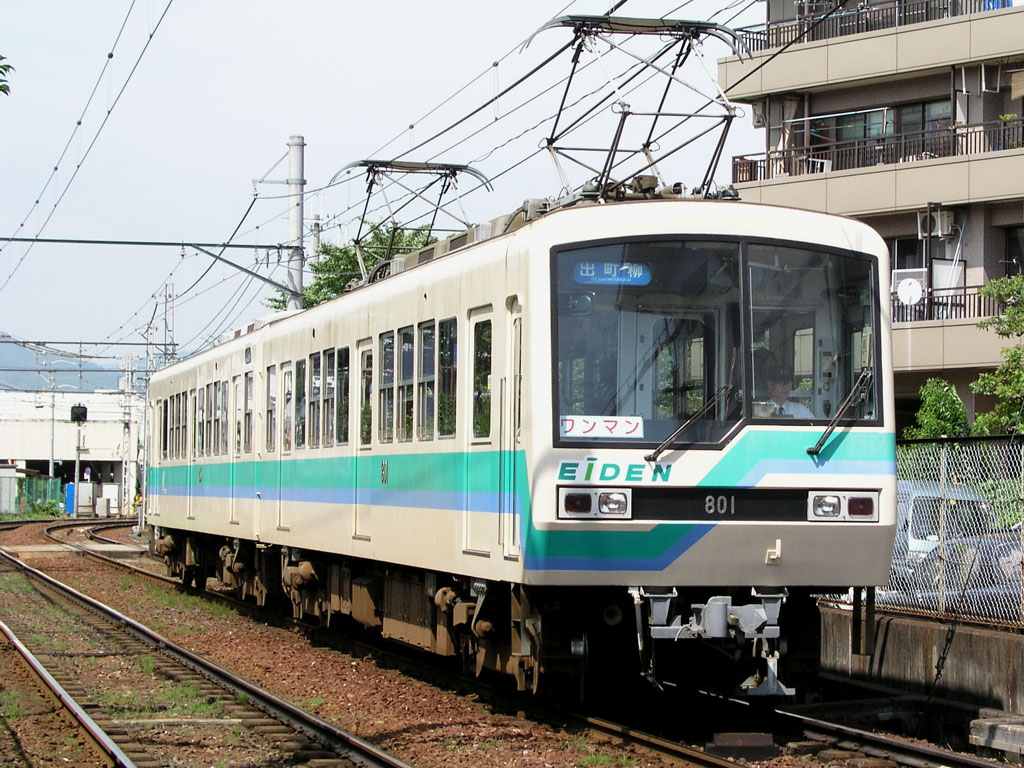
Train de la ligne principale Eizan
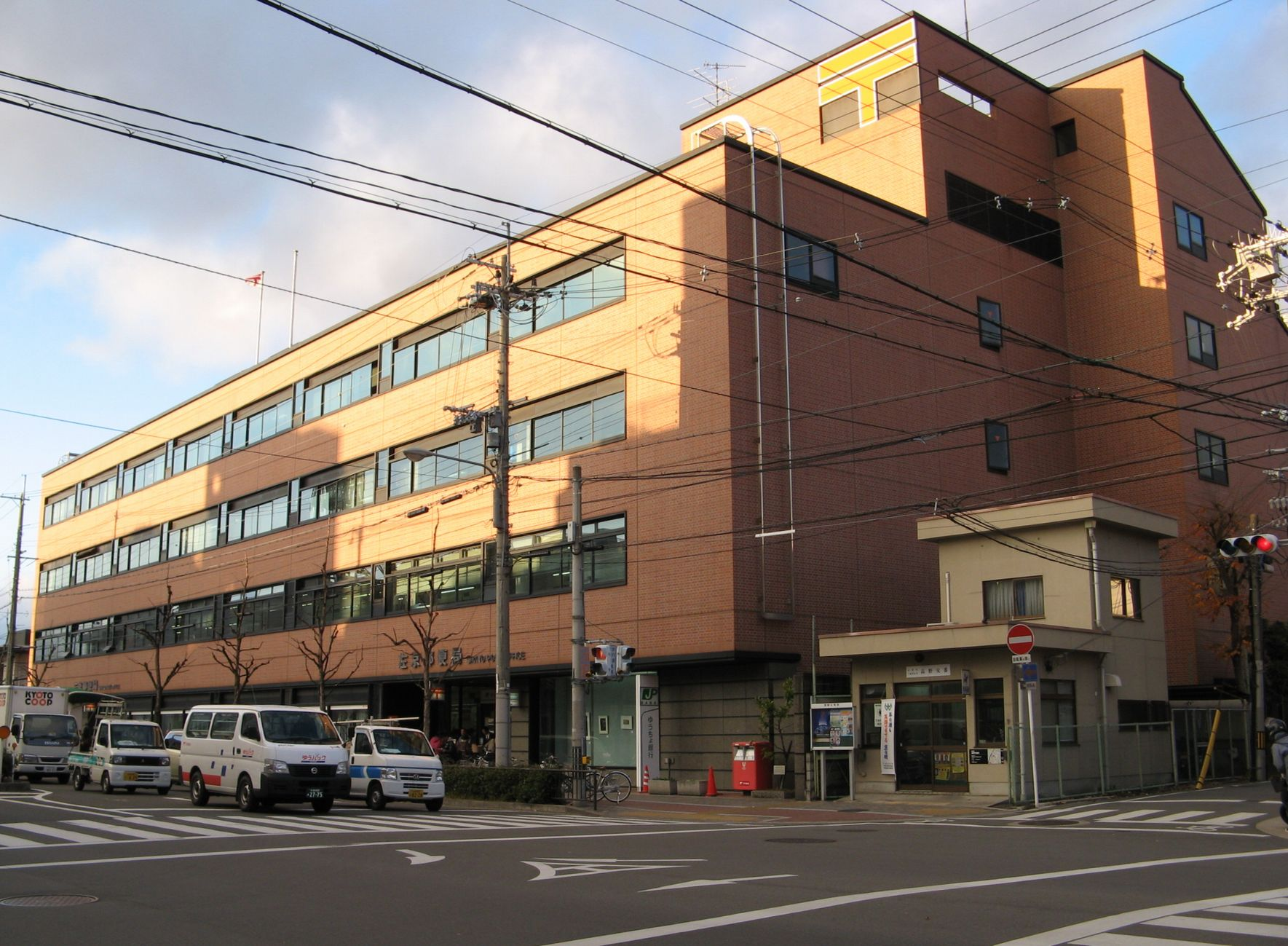
Bureau de poste de Sakyō
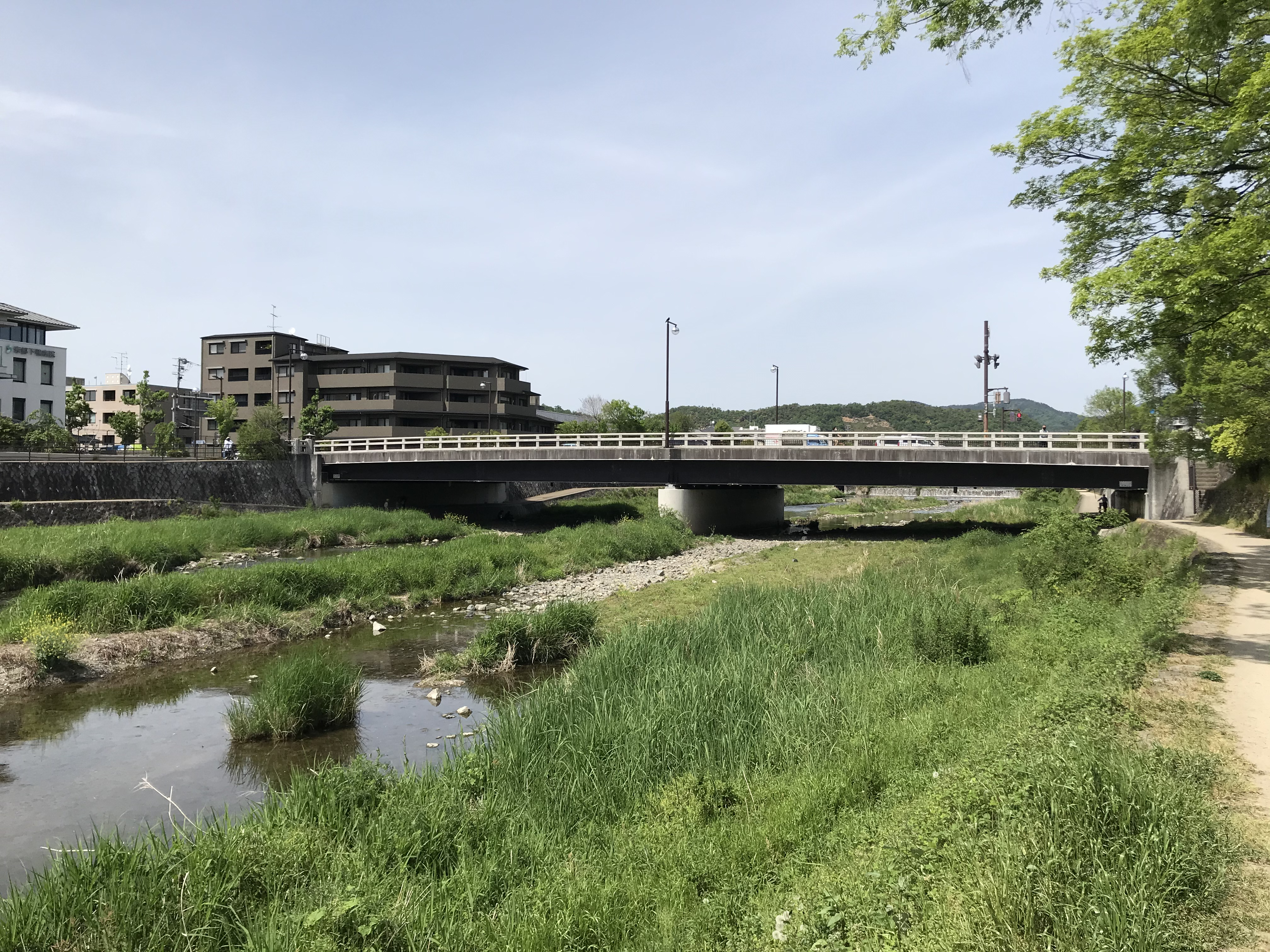
Pont Takano

À l'ouest de Shirakawa se trouve Nakanishiya Shuppan (ja) (ナカニシヤ出版), une maison d'édition fondée en 1928 et anciennement situé devant la porte principale de l'université de Kyoto. Elle rencontre par la suite la rue Shirakawa-Sosui, qui encadre une portion du  canal du lac Biwa. La rue traverse le canal en empruntant le pont Ichijōji-ouest (一乗寺西橋). La ligne principale Eizan traverse ensuite la rue. On trouve le bureau de poste de Sakyō (ja) (左京郵便局) juste avant le carrefour avec Kawabata. Après Kawabata, la rue traverse le fleuve Takano (en) sur le pont éponyme (高野橋).

Lieux d'intérêts (section Shimogamohigashi-Shimogamonishi)
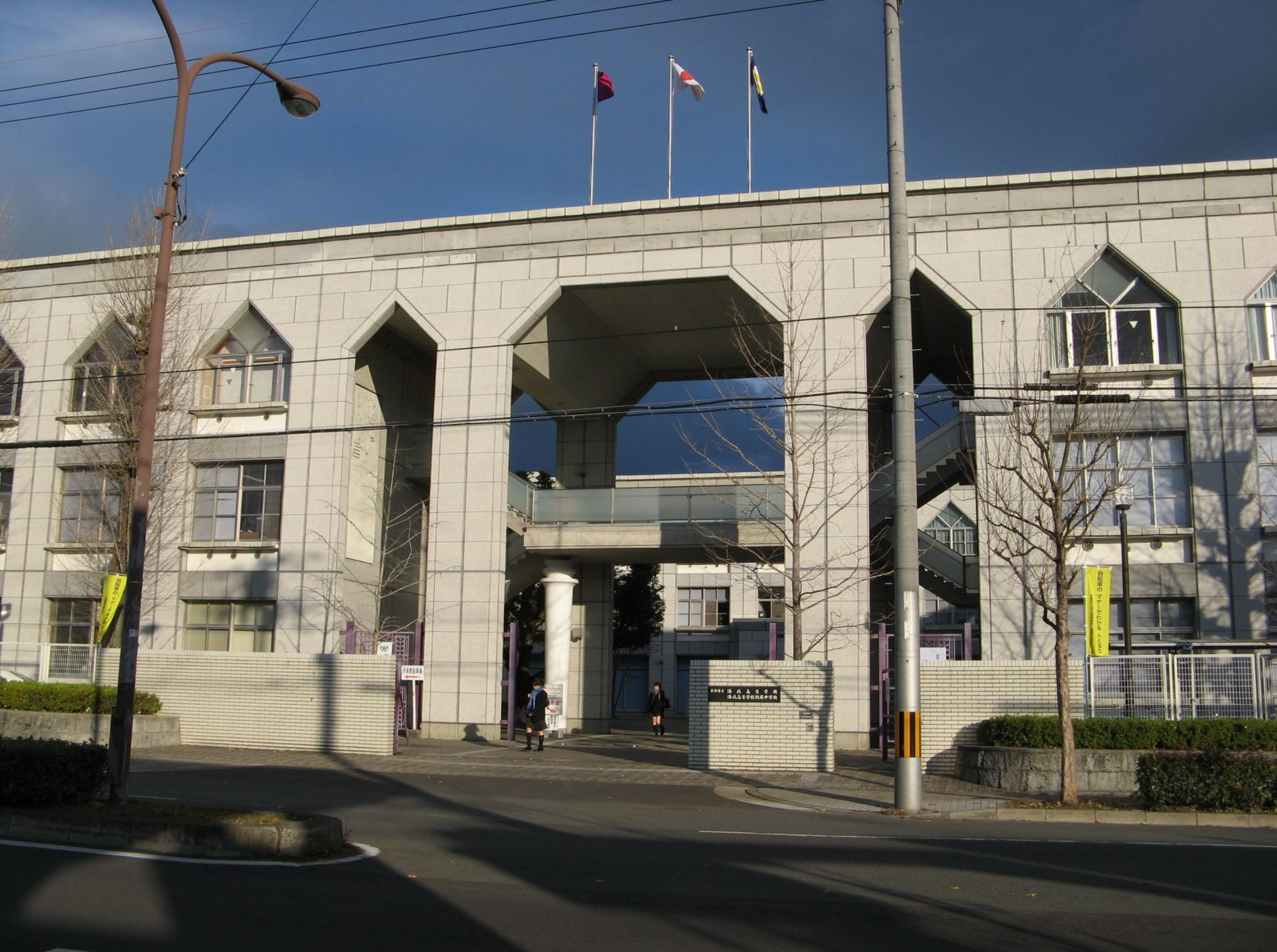
Collège Rakuhoku
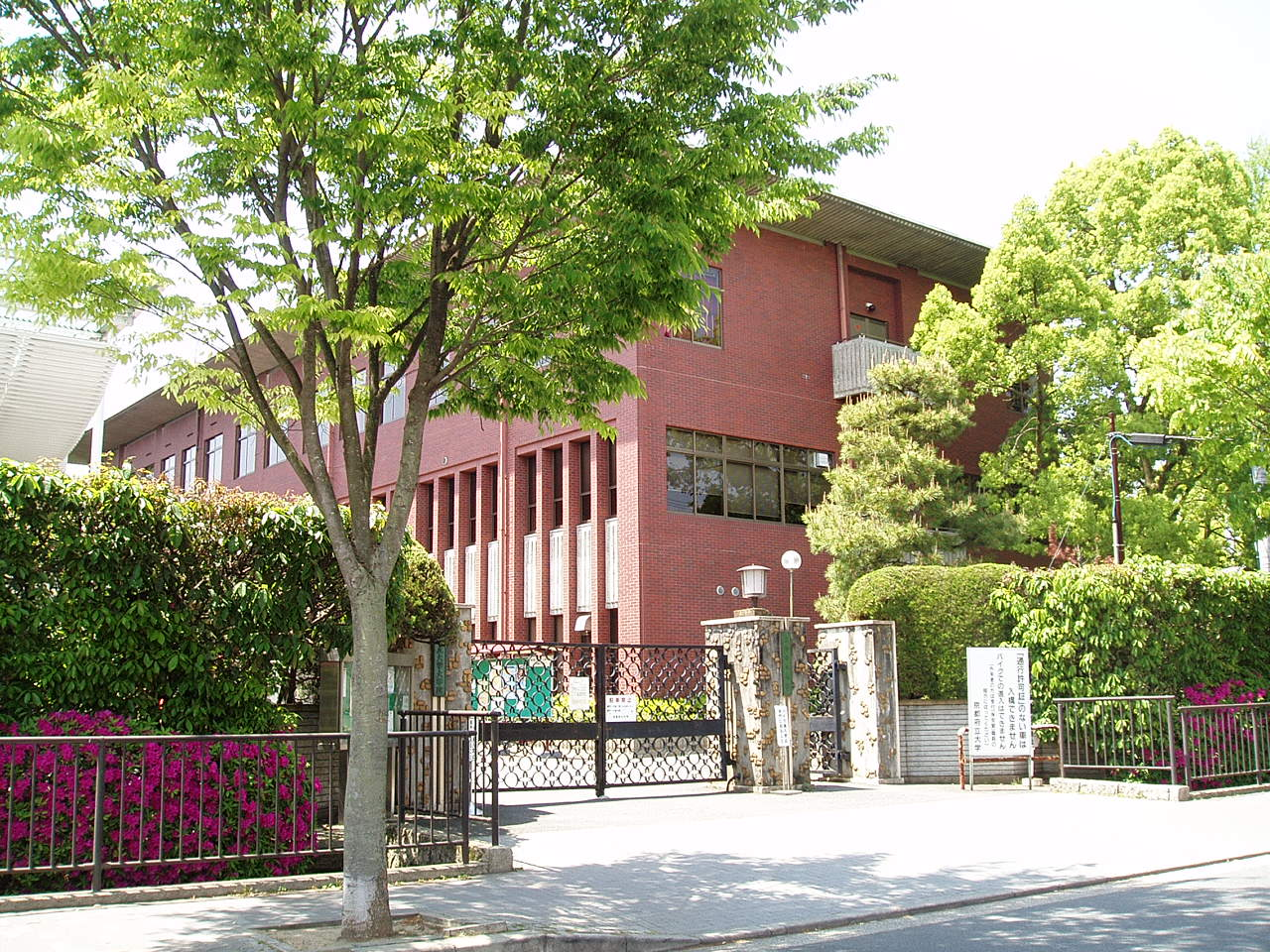
Université préfectorale
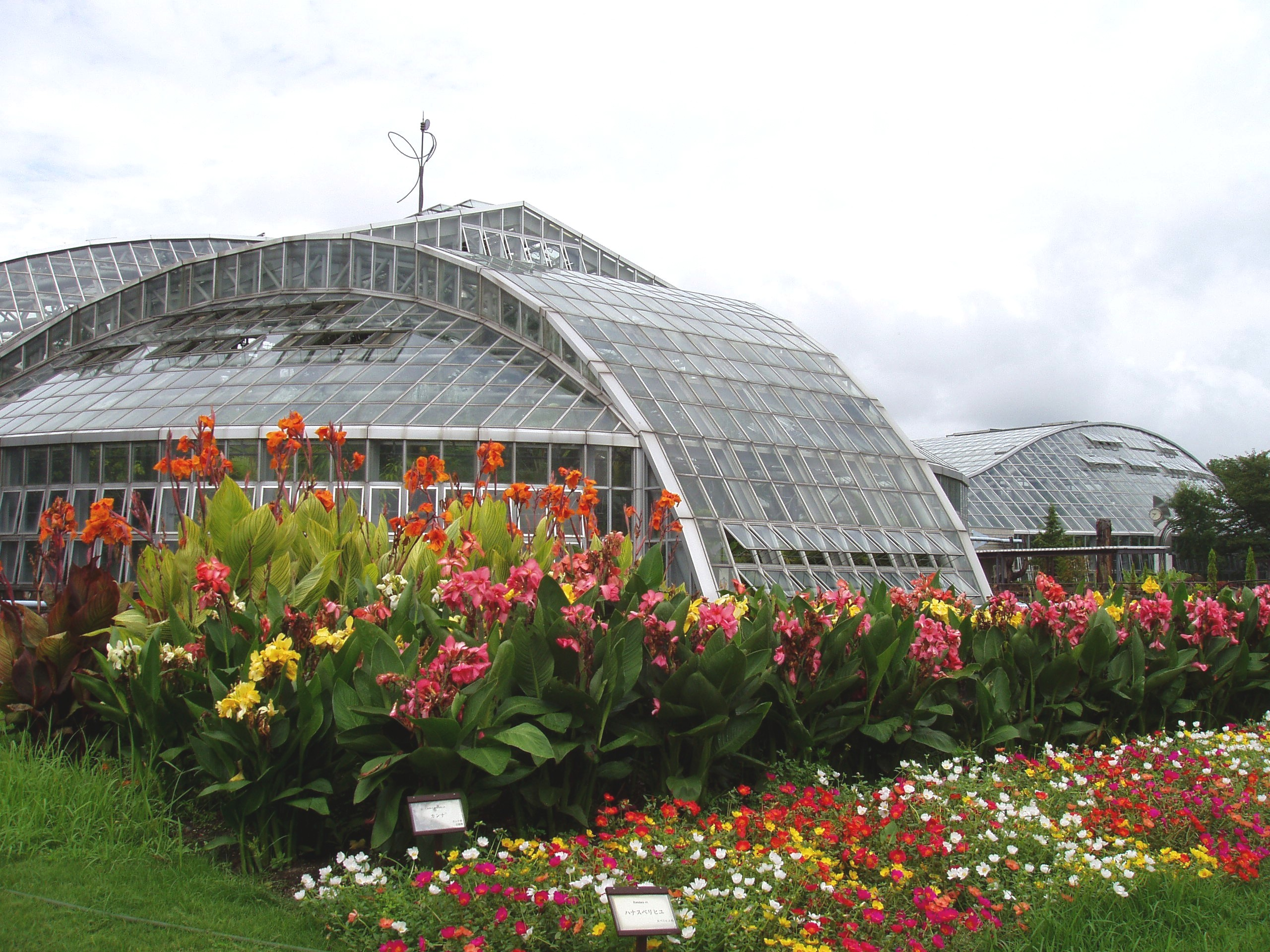
Serres du jardin botanique

De l'autre de Kawabata-dōri se trouve l'église catholique Takano (ja) (カトリック高野教会), fondée en 1938. La rue croise ensuite Matsugasaki-dōri (松ヶ崎通), qui mène au secteur du même nom (ja) au nord de la ville. On trouve ensuite au carrefour de Shimogamohon le collège Rakuhoku (ja) (京都府立洛北高等学校・附属中学校), ouvert en 1870 sous le nom du collège préfectoral de Kyoto (京都府中学校). L'école primaire Aoi (京都市立葵小学校) se trouve tout près. Puis, entre Shimogamonaka et Shimogamonishi, se trouve l'Université préfectorale de Kyoto, ouverte en 1895 sous le nom de l'École normale préfectorale d'Agriculture de Kyoto (京都府簡易農学校). Le jardin botanique de Kyōto est accolé à l'université, et a été ouvert en 1924. Juste avant Shimogamonishi se trouve la confiserie Chōseidō (長生堂), ouvert en 1919. Cette partie est le secteur Shimogamo (下鴨), connu pour ses hôtels haut de gamme.

Lieux d'intérêts (section Kamo-Horikawa)
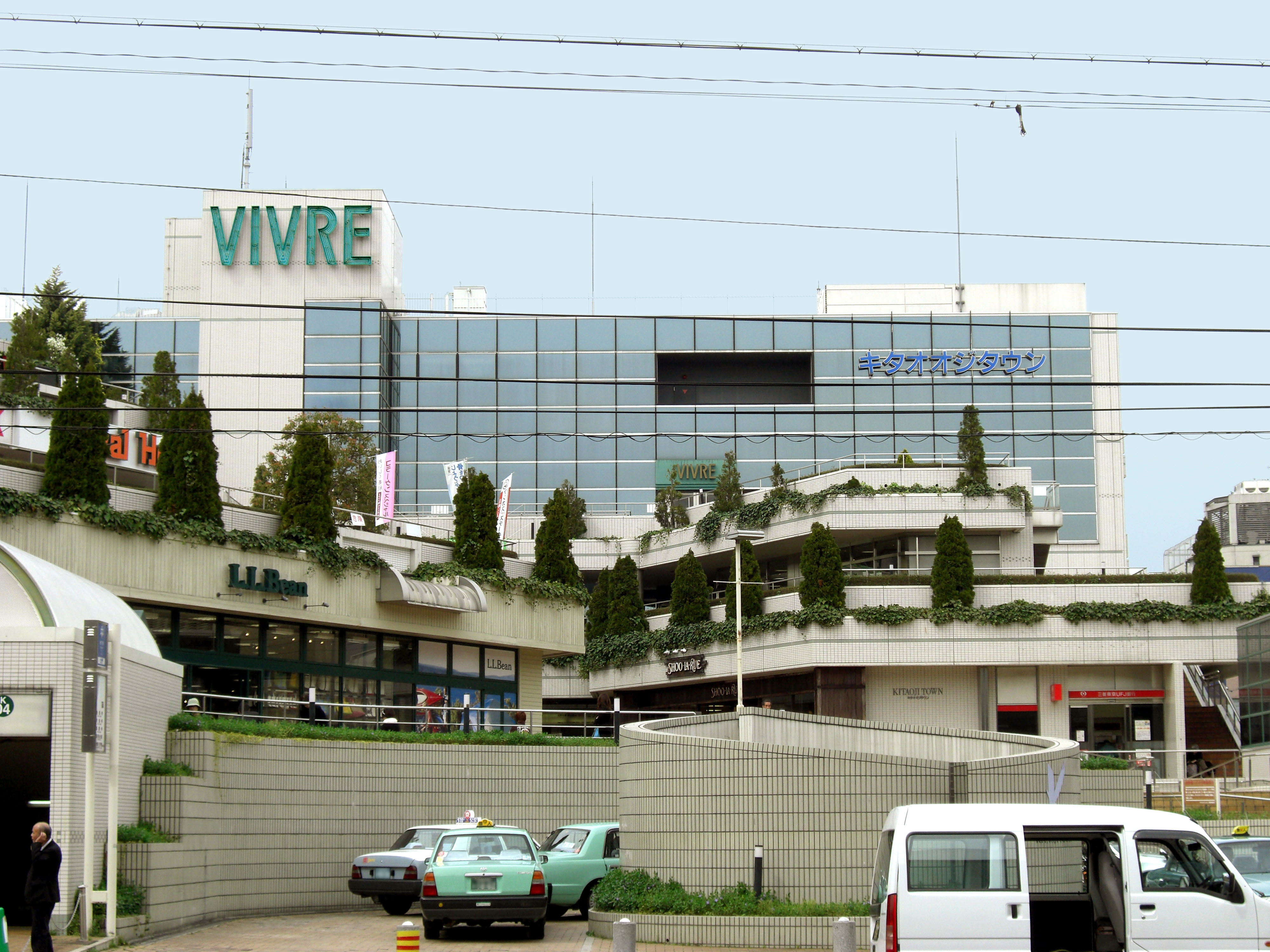
Centre commercial de la gare routière de Kitaōji
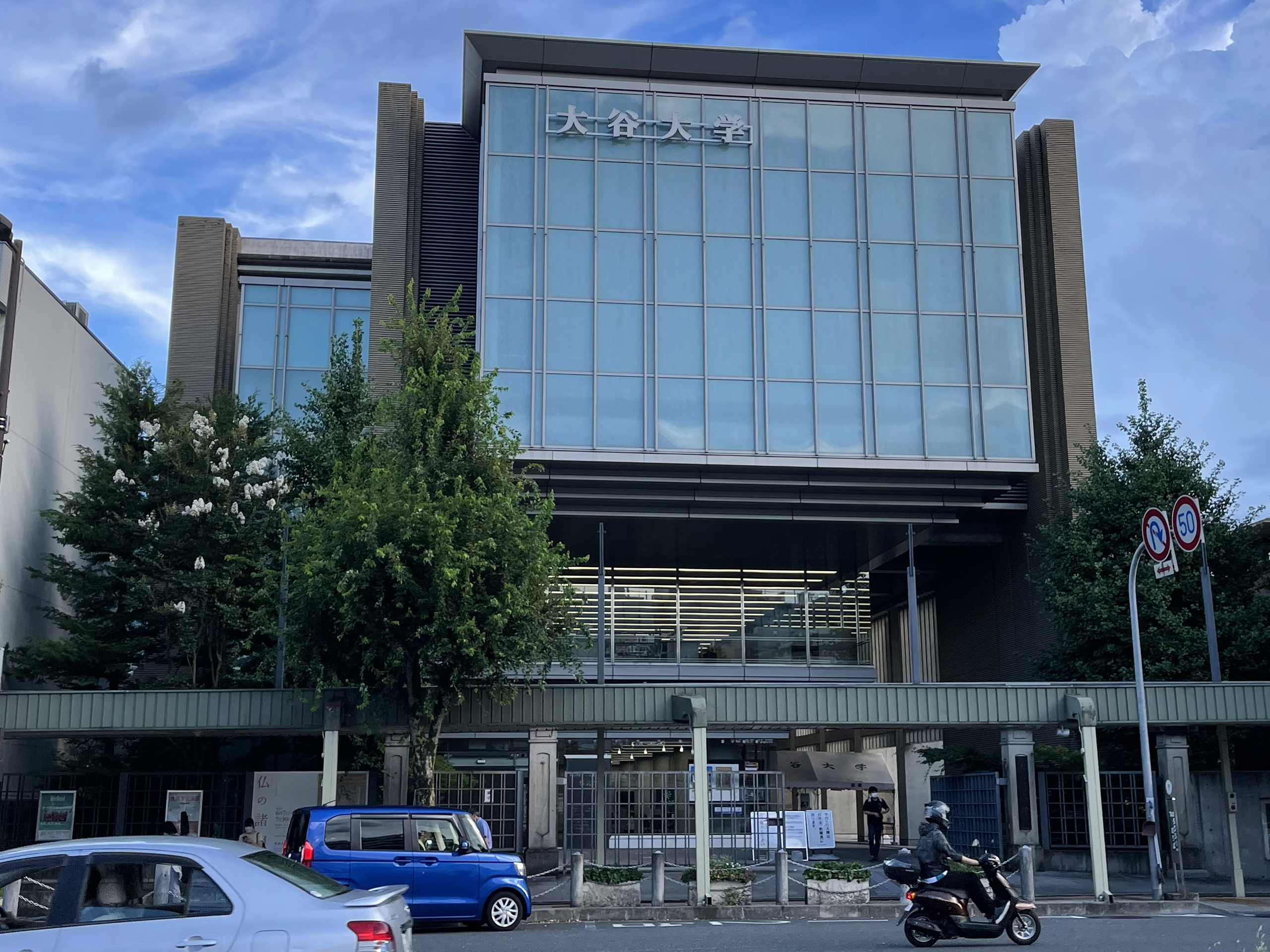
Bâtiment principal de l'université Ōtani
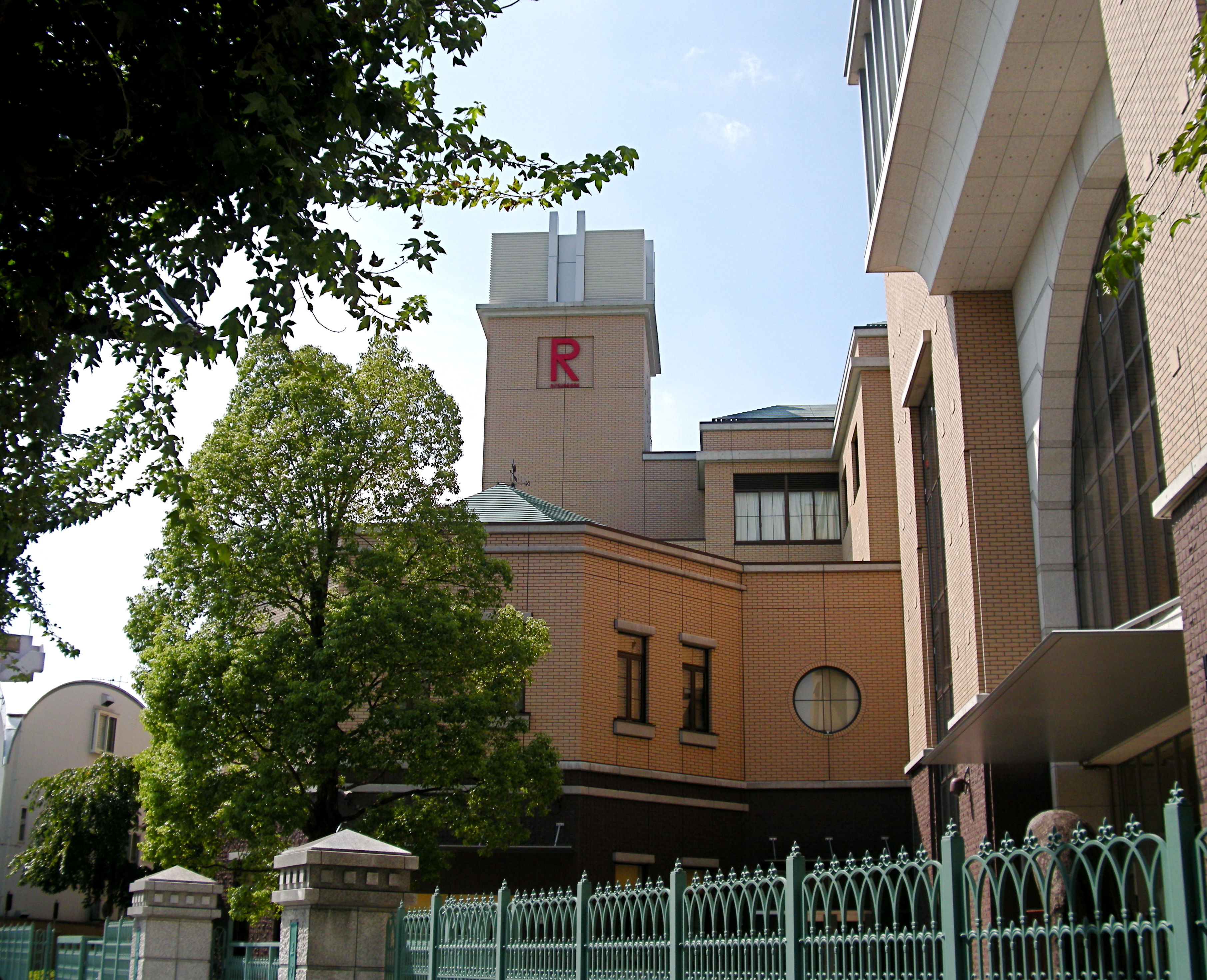
École primaire Ritsumeikan
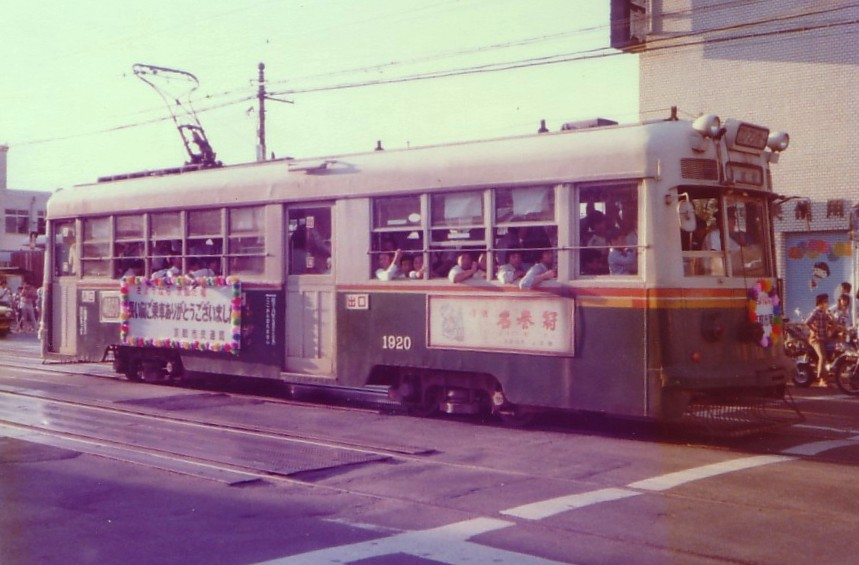
Ancien train du tramway de Kyoto devant le dépôt de Karasuma (ca. 1978)

La rue franchit ensuite le fleuve Kamo sur le pont Kitaōji (北大路橋), construit en même temps que la rue en 1933 pour laisser passer le tramway,. On trouve au carrefour avec Karasuma-dōri le centre commercial de la gare routière Kitaōji (北大路バスターミナル), adossé à la station de métro éponyme. Il s'agit de l'ancien dépôt de Karasuma du tramway de Kyoto. Au sud du centre commercial, de l'autre côté de la rue, se trouve l'Université Ōtani, fondée en 1665, mais devenue université seulement en 1910. Au carrefour avec Muromachi et Koromonotana se trouve l'école primaire Ritsumeikan (ja) (立命館小学校), affiliée à l'université du même nom et ouverte en 2006. La confiserie Takehama Yoshiharu (竹濱義春老舗) a pignon sur rue au carrefour avec Shinmachi et sert la friandise Mamori-mame depuis 1861.

Lieux d'intérêts (section Horikawa-Nishiōji)
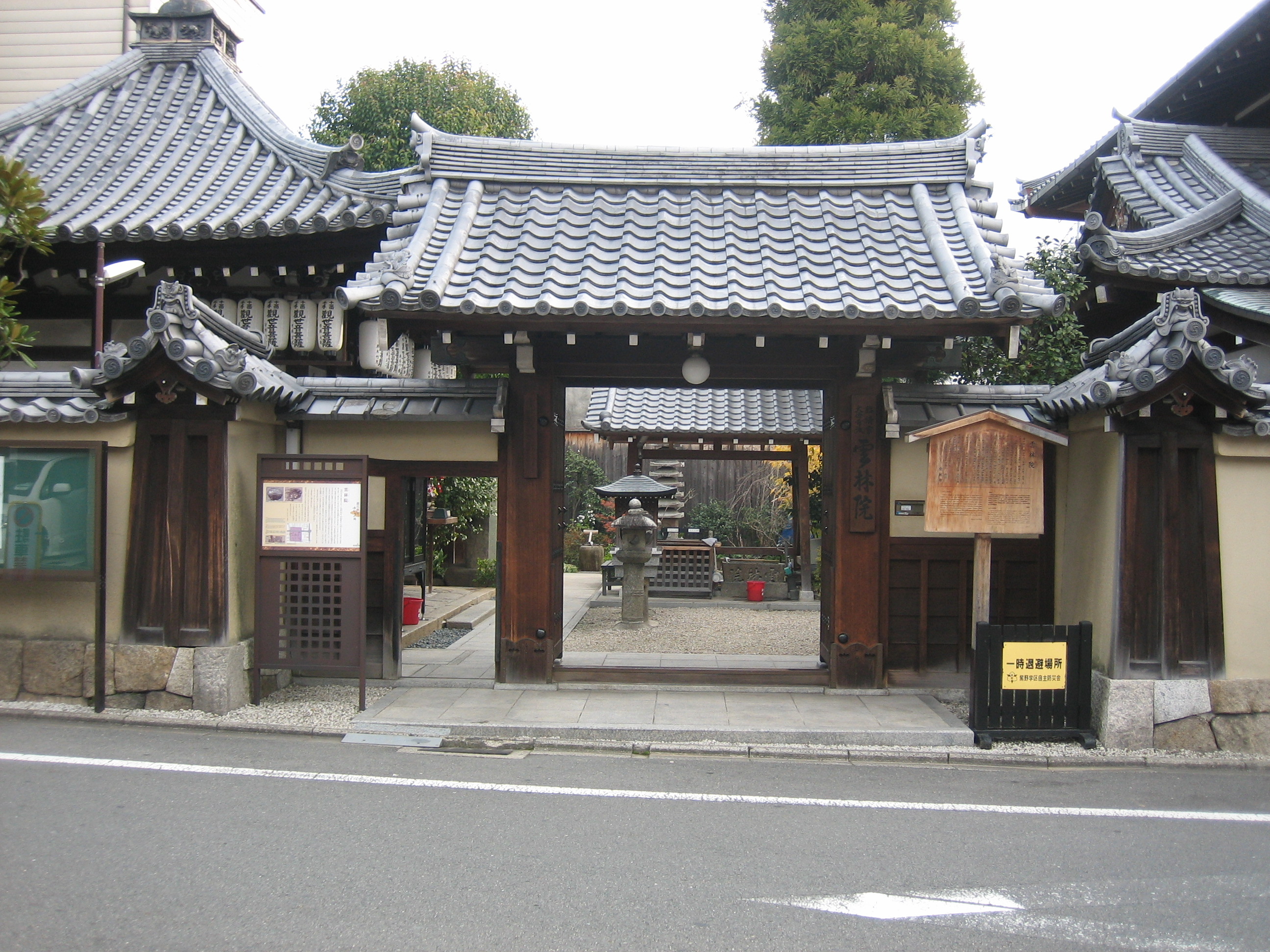
L'Unrin-in
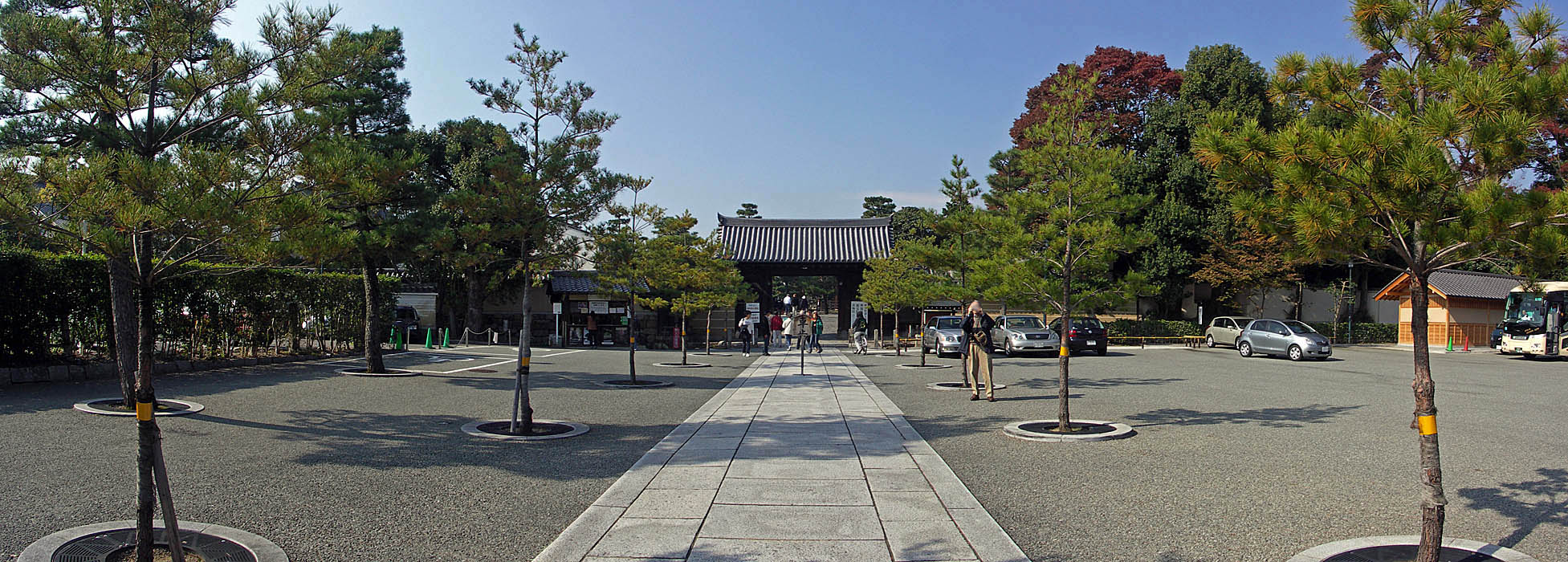
Chemin de temple du Daitoku-ji
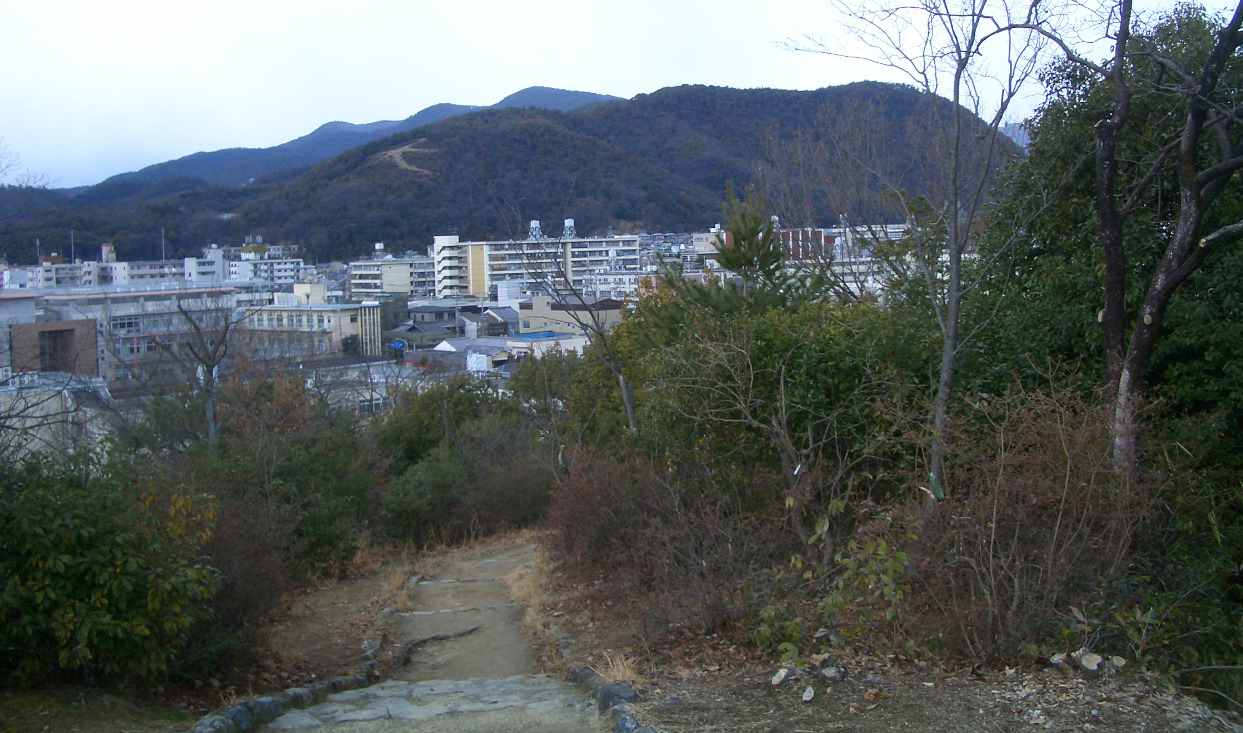
Vue du mont Funaoka
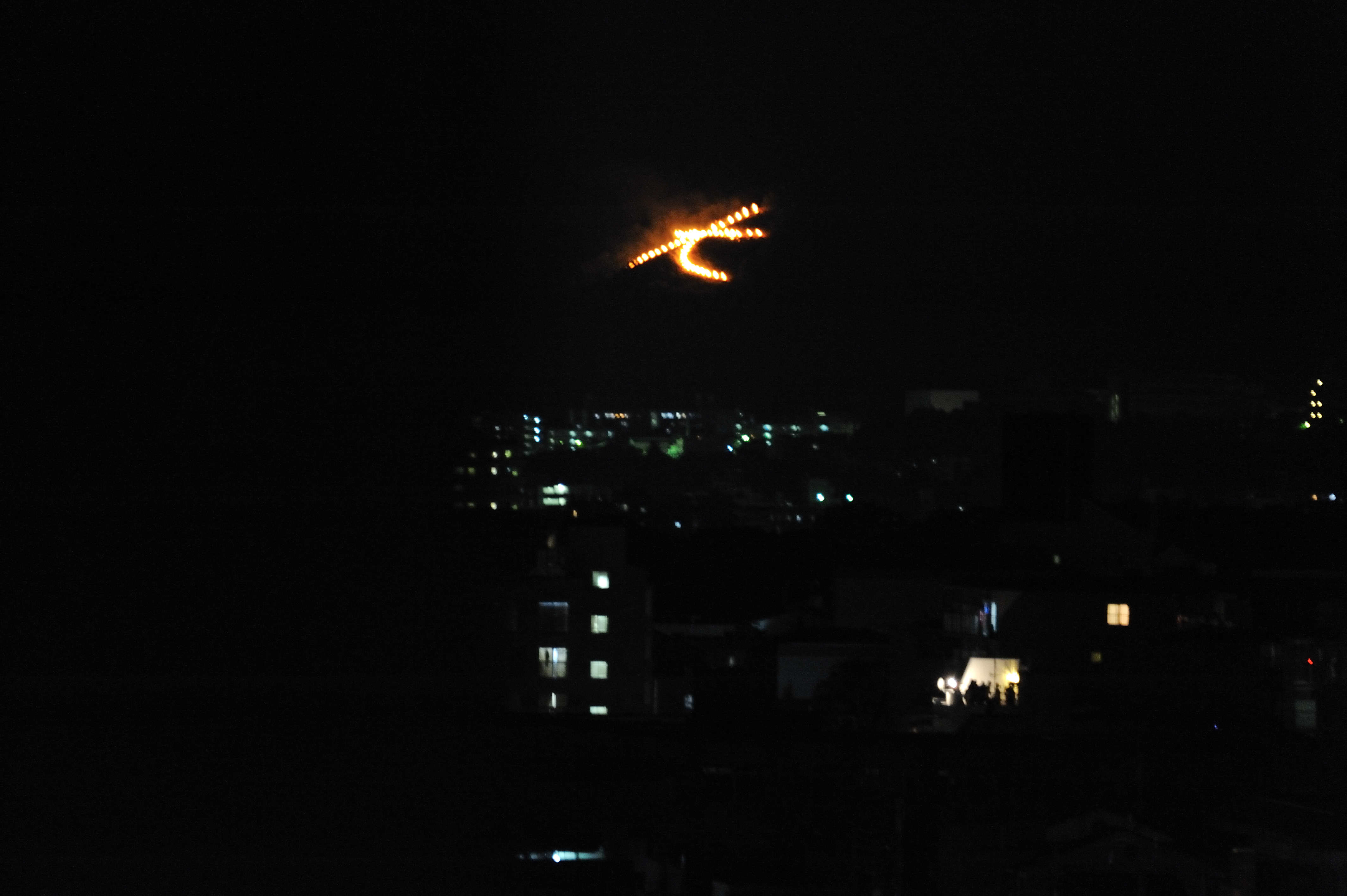
Le symbole Daimonji de gauche allumé lors du festival Gozan no Okuribi

Au carrefour avec Horikawa-dōri, du côté sud-ouest, se trouve la tombe de Murasaki Shikibu (紫 式部, v. 973-v.1014-1025), écrivaine de renommée derrière Le Dit du Genji,. Au sud du carrefour avec Inokuma se trouve le sanctuaire Genbu-jinja (玄武神社). Au sud, sur Daitokuji-dōri, se trouve le petit temple Unrin-in (ja) (雲林院), fondé en 869, mais devenu un sous-temple du Daitoku-ji plus récemment. Entre Daitokuji-dōri et Senbon-dōri se trouve le complexe massif du Daitoku-ji (大徳寺), l'un des plus grands temples de Kyoto, avec plus de 20 sous-temples, dont seulement quatre sont encore ouverts au public : Ryōgen-in (龍源院), Zuihō-in (ja) (瑞峯院), Daisen-in (大仙院) et Kōtō-in (高桐院),,. Au carrefour avec Imamiyamonzen-dōri se trouve la grand torii sud du sanctuaire Imamiya-jinja (今宮神社), fondé en 994 et accessible par cette même rue Imamiyamonzen. Après Imamiyamonzen se trouve au sud le mont Funaoka (ja) (船岡山) et son parc scénique,. À son sommet se trouve le petit sanctuaire Kenkun-jinja (建勲神社),. Au carrefour avec Senbon se trouve le mausolée impérial de l'empereur Go-Reizei (後冷泉天皇火葬塚). À l'ouest de Senbon, avant Onmae, se trouve l'école pour Aveugles de Kyoto (ja) (京都府立盲学校), fondé en 1878.
Au carrefour avec Nishiōji, on peut voir plus au nord le mont Daimonji de gauche (左大文字山), qui fait partie des cinq lieux où des grands symboles sont brûlés dans un feu de joie durant le Gozan no Okuribi. Un peu plus loin de la rue, sur Kuramaguchi-dōri, se trouve le Kinkaku-ji, le temple du pavillon d'or.